# سگ‌ماهی سیاه
سگ‌ماهی سیاه (نام علمی: Centroscyllium fabricii) نام یک گونه از راسته خاردارکوسه‌سانان است.